# Charles Oudinot de Reggio
Charles Joseph Gabriel Oudinot de Reggio, né à Paris le 10 mars 1819 et mort à Coulogne le 10 décembre 1858, est un militaire français.

## Biographie
Charles Oudinot est le troisième fils du maréchal Nicolas Charles Oudinot, duc de Reggio (1767-1847), né de son second mariage avec Marie-Charlotte Eugénie de Coucy.
Formé à Saint-Cyr, il en sort sous-lieutenant en 1840. Il est alors affecté à Perpignan, au 16e léger. En 1841, il est en poste à Clermont-Ferrand et participe à la répression de l'importante émeute provoquée, en septembre, contre l'ordre de procéder au recensement pour l'impôt des portes et fenêtres.
À l'issue de la révolte de Clermont-Ferrand, Charles Oudinot demande son affectation en Afrique par souhait de participer à des campagnes militaires . Il y intègre le corps des zouaves, qui venait d'y être créé. Il y sert pendant sept ans, sous les ordres des colonels Cavaignac, Ladmirault et Canrobert. En 1843, il est promu lieutenant. Il participe à plusieurs campagnes contre Abdelkader, et notamment à la prise de la Smala d'Abdelkader, le 16 mai 1843, puis à la bataille d'isly le 14 août 1844.
En avril 1849, avec le grade de capitaine, il rejoint le corps expéditionnaire français réuni à Marseille et Toulon pour intervenir à Rome, sous le commandement du général Nicolas Oudinot, son demi-frère. Il participe à la campagne de Rome, qui met fin à la république romaine, comme officier d'ordonnance du général Oudinot.
Il meurt en 1858, après avoir participé à onze campagnes militaires consécutives, avec le grade de lieutenant-colonel dans le 54e régiment d'infanterie de ligne.
La sépulture du lieutenant-colonel Oudinot de Reggio et de son épouse, Hermine Maressal de Marsilly, se trouve à Coulogne, à proximité de l'église Saint-Jacques (Pas-de-Calais). Elle a été restaurée en 2016, avec le soutien de l'Association pour la conservation des monuments napoléoniens.